# Myrmeleon bimaculatus
Myrmeleon bimaculatus är en insektsart som beskrevs av C.-k. Yang 1999. Myrmeleon bimaculatus ingår i släktet Myrmeleon och familjen myrlejonsländor. Inga underarter finns listade i Catalogue of Life.